# Padaria Espiritual
A Padaria Espiritual foi uma agremiação literária que surgiu no Centro de Fortaleza em 30 de maio de 1892, e reuniu escritores, pintores e músicos.

## Histórico
Na Praça do Ferreira existiam quatro quiosques, abrigando cafés e restaurantes. O Café Elegante ficava na esquina sudeste, o Restaurante Iracema na esquina sudoeste, o Café do Comércio, na esquina noroeste e o Café Java,  o qual era um ponto para as reuniões de um grupo de jovens, que inicialmente era composto por Antônio Sales, Lopes Filho, Lívio Barreto, Ulisses Bezerra, Temístocles Machado e Tibúrcio de Freitas, e onde conversavam sobre literatura e, através das letras, protestavam contra a burguesia, o clero e tudo que fosse tradicional, como constava de seu programa.
A ideia inicial era despertar nos moradores próximos o gosto pela literatura que, na década que a agremiação foi fundada, andava um pouco esquecida. Antonio Sales lhe deu o nome de Padaria Espiritual, e logo depois fez também o Programa de Instalação, que foi um verdadeiro sucesso, tornando-se conhecido de todos e chegando, até mesmo, a ser publicado integralmente por jornais de outros estados.
Mais tarde iniciaram a publicação do jornal O Pão. Foram 36 números publicados entre 1892 e 31 de outubro de 1896, quando o jornal faliu de “caquexia pecuniária”, segundo seu próprio fundador, Antônio Sales.
O Programa de Instalação não permitia que se usassem, em quaisquer publicações, palavras estrangeiras que não as nativos do Brasil, numa postura radicalmente nacionalista. A importância do movimento se deu pelo fato dele haver proporcionado a consolidação do Realismo e o nascimento do Simbolismo no Ceará.